# Путыръёганъёгарт
Путыръёганъёгарт (устар. Пудыр-Юган-Егарт) — река в Шурышкарском районе Ямало-Ненецкого АО. Устье реки находится в 7,2 км от устья реки Путыръёган по левому берегу. Длина реки составляет 10 км.

## Данные водного реестра
По данным государственного водного реестра России относится к Нижнеобскому бассейновому округу, водохозяйственный участок реки — Обь от впадения реки Северная Сосьва до города Салехард, речной подбассейн реки — бассейны притоков Оби ниже впадения Северной Сосьвы. Речной бассейн реки — (Нижняя) Обь от впадения Иртыша.
Код объекта в государственном водном реестре — 15020300112115300031920.